# Sainte-Émélie-de-l’Énergie
Sainte-Émélie-de-l'Énergie (AFI: /sɛ̃temilidəlenɛʁʒi/), antiguamente Sainte-Emmélie-de-l'Énergie y L'Énergie, es un municipio perteneciente a la provincia de Quebec en Canadá. Forma parte del municipio regional de condado (MRC) de Matawinie en la región administrativa de Lanaudière.

## Geografía
Sainte-Émélie-de-l'Énergie se encuentra al pie del macizio de Laurentides, 100 kilómetros al norte de Montreal. Limita al noroeste con Saint-Guillaume-Nord, al noreste con Saint-Zénon, al este con Saint-Damien, al sureste con Saint-Jean-de-Matha, al sur con Sainte-Béatrix y al oeste con Saint-Côme. Su superficie total es de 156,37 km², de los cuales 151,05 km² son tierra firme. La rivière Noire, así como los ríos Leprohon y Crique-à-David atraviesan el territorio del norte al sur. Diversos estanques cubren el territorio, especialmente en la parte norte, como los lagos Rocheux, Tellier, Bernard, Long, des Îles, Kaël, de la Boule y Jaune.

## Urbanismo
El pueblo de Sainte-Émélie está ubicado al encuentro de las rutas 131 y 347. Domaine-Feuille-d'Érable y Lac-Lasalle son dos aldeas en el territorio. La ruta regional 131 (antiguamente 48) une la localidad de Sainte-Émélie-de-l'Énergie a Saint-Jean-de-Matha y Joliette via la route Saint-Joseph, al sur y, con el nombre de route des Sept-Chutes, a Saint-Zénon y Saint-Michel-des-Saints al norte. La ruta regional 347 (antiguamente 43) une la localidad a Saint-Côme y Notre-Dame-de-la-Merci al oeste por el chemin du Grand-Rang, y a Saint-Damien al este.

## Historia
Antes, el territorio fue incluyido en los municipios de Saint-Côme y de Saint-Jean-de-Matha. Los primeros colonos se establecieron en 1854. La parroquia católica de Sainte-Emmélie-de-l'Énergie, creado en 1870 y cuya el primero nombre proposado era Sainte-Emmélie-des-Monts, fue nombrada según el nombre de Emmélie Leprohon, mujer del primero colono de la localidad. El municipio de parroquia de Sainte-Émélie-de-l'Énergie fue instituido en 1884. Cambió su estatudo en 1994 por el de municipio.

## Política
Sainte-Émélie-de-l'Énergie es un municipio que forma parte del MRC de Matawinie. El consejo municipal se compone del alcalde y de seis consejeros sin división territorial. El alcalde actual (2016) es Atchez Arbour.
|            | 2005-2009                                                                                            | 2009-2013                              | 2013-2017 |
| Alcalde    | Lyne Marcil                                                                                          | Atchez Arbour                          | Atchez Arbour |
| Consejeros | Serge Belleville Hélène Desrosiers Bernard Durand Paul-Émile Durand Danielle Parenteau Maxime Renaud | Marie-Josée Bellerose François Labelle | Josée Beaudoin** Lucie Boucher*# Pascal Fiset# Martin Héroux# Martin Langlois*# Marie-Josée Lebel# Jacinthe Perron# Julie Poirier** |

* Consejero al inicio del mandato pero no al fin.  ** Consejero al fin del mandato pero no al inicio. # En el partido del alcalde.
El territorio de Sainte-Émélie-de-l'Énergie está ubicado en la circunscripción electoral de Berthier a nivel provincial y de Montcalm a nivel federal.

## Demografía
Según el censo de Canadá de 2011, Sainte-Émélie-de-l'Énergie contaba con 1644 habitantes. La densidad de población estaba de 10,7 hab./km². Entre 2006 y 2011 habría amado una disminución de 27 habitantes (2,2 %). En 2011, el número total de inmuebles particulares era de 1103, de los cuales 756 estaban ocupados por residentes habituales, otros siendo desocupados o residencias secundarias.
Evolución de la población total, 1991-2016

## Economía
La caza, la pesca, el turismo, el veraneo y los servicios forestales son importantes actividades económicas locales.